# O.G. Style
O.G. Style, właściwie Eric Woods (ur. 5 lipca 1970 w Houston, w stanie Teksas, zm. 3 stycznia 2008 tamże) – amerykański raper.

## Działalność artystyczna
Pochodził z Teksasu. Karierę muzyczną rozpoczął w 1986 r. pod pseudonimem Prince Ezzy-E. Trzy lata później Woods występując już jako Original E spotkał DJ-a Big Bossa z którym założył zespół muzyczny O.G. Style. Raper był jednym z pierwszych muzyków, którzy podpisali kontrakt z wytwórnią Rap-a-Lot Records. Jako zespół O.G. Style w 1991 r., wydał płytę pt. I Know How To Play 'Em, która uplasowała się na 69. miejscu listy sprzedaży Top R&B/Hip-Hop Albums tygodnika Billboard. Na płycie znalazł się między innymi przebój pt. „Catch 'Em Slippin“. Po rozstaniu z Big Bossem, Woods wykorzystał nazwę zespołu jako swój nowy pseudonim. Woods wydał dwa solowe albumy zatytułowane Still Know How To Play Em (2000) oraz Return of Da Game (2005).

## Dyskografia
- I Know How To Play 'Em (1991, jako zespół O.G. Style)
- Still Know How To Play Em (2000, jako artysta solowy)
- Return of Da Game (2005, jako artysta solowy)